# The Division Bell Tour
Il The Division Bell Tour è stata una tournée intrapresa dal gruppo musicale britannico Pink Floyd nel 1994 per promuovere l'omonimo album; successivamente il gruppo si sciolse fino al 2005.

## Storia

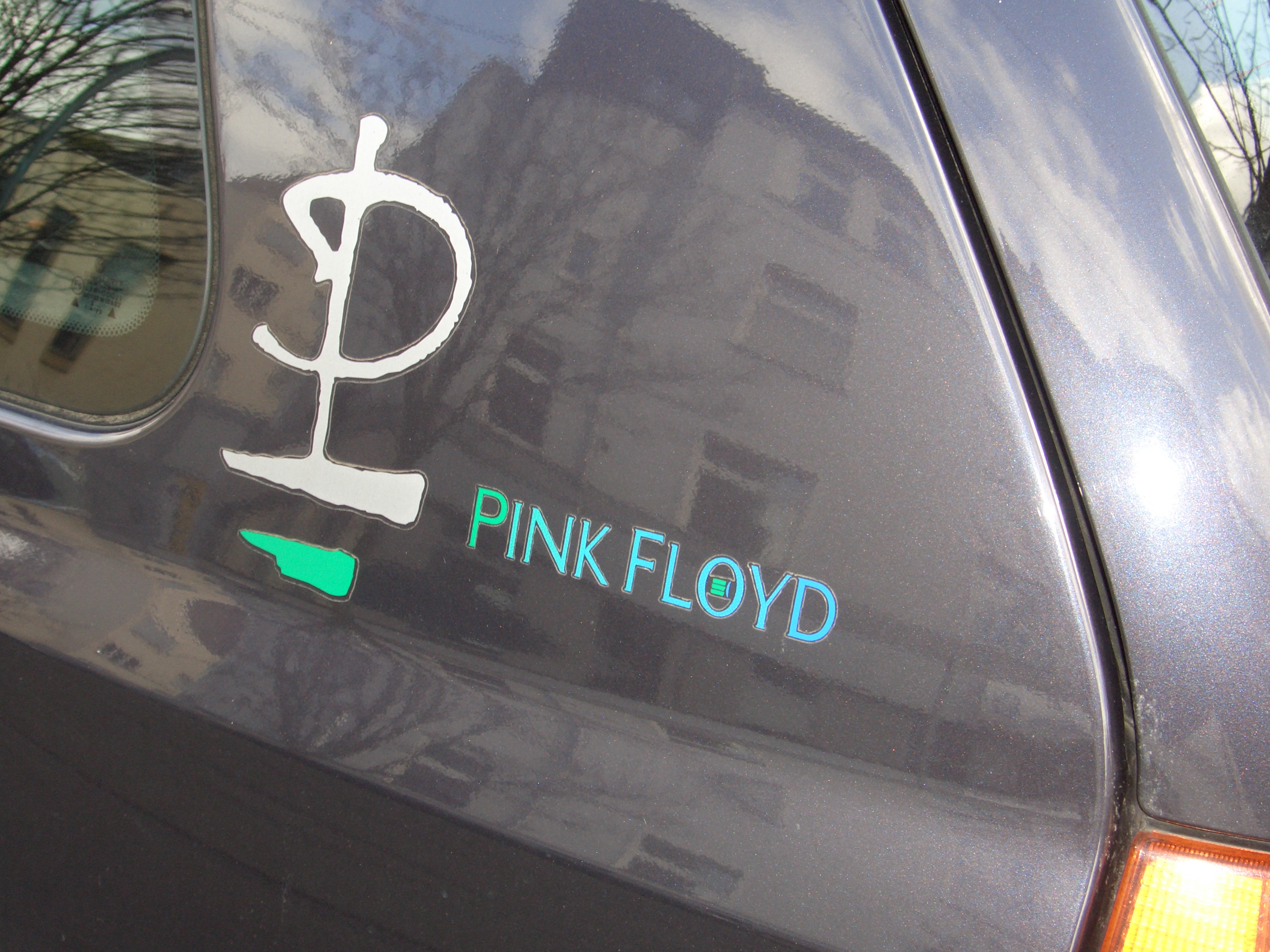
Una Volkswagen Golf Pink Floyd del 1994, un'edizione speciale della Golf distribuita in Europa in concomitanza con la sponsorizzazione da parte della Volkswagen del tour europeo dei Pink Floyd del 1994. Il modello era dotato di decalcomanie e motivi in tessuto per gli interni dei Pink Floyd, uno stereo di alta qualità e, su insistenza della band, era equipaggiato con il motore più ecologico della Volkswagen.

Il tour era finalizzato alla promozione dell'album omonimo e si svolse da marzo a ottobre 1994 in Europa e in Nord America. I brani selezionati per l'esecuzione dal vivo includevano generalmente una selezione di brani tratti dall'album The Division Bell nella prima parte e una selezione di altri tratti dagli album precedenti della band. Il tour, come da tradizione dei Pink Floyd, fu caratterizzato da spettacolari trovate sceniche per accompagnare l'esecuzione musicale con effetti visivi, schermi circolari, laser e gonfiabili.
I Pink Floyd trascorsero la maggior parte del marzo 1994 provando in un hangar alla Norton Air Force Base in California e in un soundstage agli Universal Studios Florida. 
Divenne il tour con il maggior incasso nella storia della musica rock fino a quella data. I Pink Floyd suonarono l'intero album del 1973 The Dark Side of the Moon in alcuni spettacoli (la prima volta il 15 luglio al Pontiac Silverdome di Pontiac, Michigan, che fu la prima volta dal 1975).
I concerti presentavano ancora più effetti speciali rispetto al tour precedente, tra cui due dirigibili progettati su misura. Vennero impiegati tre palchi, ciascuno lungo 55 metri e caratterizzato da un arco di 40 m. Il tour richiese 700 tonnellate di acciaio trasportate da 53 autoarticolati, una troupe di 161 persone e un investimento iniziale di 4 milioni di dollari più 25 milioni di dollari di costi di gestione solo per il palco. Questo tour si tenne per oltre 5 milioni di persone in 68 città; ogni concerto raccolse un pubblico medio di 45.000 persone.
Da questo tour furono tratti l'album dal vivo Pulse e il film omonimo, pubblicati entrambi nel 1995.

## Date
1. 1994-03-30 : Joe Robbie Stadium, Miami, Florida, USA
2. 1994-04-03 : Alamo Dome, San Antonio, Texas, USA
3. 1994-04-05 : Rice University Stadium, Houston, Texas, USA
4. 1994-04-09 : Autodromo Hermanos Rodriguez, Mexico City, Mexico
5. 1994-04-10 : Autodromo Hermanos Rodriguez, Mexico City, Mexico
6. 1994-04-14 : Jack Murphy Stadium, San Diego, California, USA
7. 1994-04-16 : The Rose Bowl, Los Angeles, California, USA
8. 1994-04-17 : The Rose Bowl, Los Angeles, California, USA
9. 1994-04-20 : Oakland Coliseum Stadium, Oakland, California, USA
10. 1994-04-21 : Oakland Coliseum Stadium, Oakland, California, USA
11. 1994-04-22 : Oakland Coliseum Stadium, Oakland, California, USA
12. 1994-04-24 : Sun Devil Stadium, Tempe, Arizona, USA
13. 1994-04-26 : Sun Devil Stadium, El Paso, Texas, USA
14. 1994-04-28 : Texas Stadium, Dallas, Texas, USA
15. 1994-04-29 : Texas Stadium, Dallas, Texas, USA
16. 1994-05-01 : Legion Field, Birmingham, Alabama, USA
17. 1994-05-03 : Bobbie Dodd Stadium, Atlanta, Georgia, USA
18. 1994-05-04 : Bobbie Dodd Stadium, Atlanta, Georgia, USA
19. 1994-05-06 : Tampa Stadium, Tampa, Florida, USA
20. 1994-05-08 : Vanderbilt University Stadium, Nashville, Tennessee, USA
21. 1994-05-10 : Carter Finley Stadium, Raleigh, North Carolina, USA
22. 1994-05-12 : Death Valley Stadium, Clemson, South Carolina, USA
23. 1994-05-14 : Louisiana Superdrome, New Orleans, Louisiana, USA
24. 1994-05-18 : Foxboro Stadium, Boston, Massachusetts, USA
25. 1994-05-19 : Foxboro Stadium, Boston, Massachusetts, USA
26. 1994-05-20 : Foxboro Stadium, Boston, Massachusetts, USA
27. 1994-05-22 : Stade Du Parc Olympique, Montreal, Quebec, Canada
28. 1994-05-23 : Stade Du Parc Olympique, Montreal, Quebec, Canada
29. 1994-05-24 : Stade Du Parc Olympique, Montreal, Quebec, Canada
30. 1994-05-26 : Municipal Stadium, Cleveland, Ohio, USA
31. 1994-05-27 : Municipal Stadium, Cleveland, Ohio, USA
32. 1994-05-29 : Ohio State University Stadium, Columbus, Ohio, USA
33. 1994-05-31 : Three Rivers Stadium, Pittsburgh, Pennsylvania, USA
34. 1994-06-02 : Veterans Stadium, Philadelphia, Pennsylvania, USA
35. 1994-06-03 : Veterans Stadium, Philadelphia, Pennsylvania, USA
36. 1994-06-04 : Veterans Stadium, Philadelphia, Pennsylvania, USA
37. 1994-06-06 : Carrier Dome, Syracuse, New York, USA
38. 1994-06-10 : Yankee Stadium, New York, New York, USA
39. 1994-06-11 : Yankee Stadium, New York, New York, USA
40. 1994-06-14 : Hoosier Dome, Indianapolis, Indiana, USA
41. 1994-06-16 : Cyclone Stadium, Ames, Iowa, USA
42. 1994-06-18 : Mile High Stadium, Denver, Colarado, USA
43. 1994-06-20 : Arrowhead Stadium, Kansas City, Missouri, USA
44. 1994-06-22 : Hubert H Humphrey Metrodome, Minneapolis, Minneapolis, USA
45. 1994-06-25 : British Columbia Place Stadium, Vancouver, British Columbia, Canada
46. 1994-06-26 : British Columbia Place Stadium, Vancouver, British Columbia, Canada
47. 1994-06-28 : Commonwealth Stadium, Edmonton, Alberta, Canada
48. 1994-07-01 : Winnipeg Stadium, Winnipeg, Manitoba, Canada
49. 1994-07-03 : Camp Randall Stadium, Madison, Wisconsin, USA
50. 1994-07-05 : Canadian National Exhibition Stadium, Toronto, Ontario, Canada
51. 1994-07-06 : Canadian National Exhibition Stadium, Toronto, Ontario, Canada
52. 1994-07-07 : Canadian National Exhibition Stadium, Toronto, Ontario, Canada
53. 1994-07-09 : Robert F. Kennedy Stadium, Washington, District of Columbia, USA
54. 1994-07-10 : Robert F. Kennedy Stadium, Washington, District of Columbia, USA
55. 1994-07-12 : Soldier Field, Chicago, Illinois, USA
56. 1994-07-14 : Pontiac Silverdome, Pontiac, Michigan, USA
57. 1994-07-15 : Pontiac Silverdome, Pontiac, Michigan, USA
58. 1994-07-17 : Giants Stadium, East Rutherford, New Jersey, USA
59. 1994-07-18 : Giants Stadium, East Rutherford, New Jersey, USA
60. 1994-07-22 : Estadio De Alvalade, Lisbon, Portugal
61. 1994-07-23 : Estadio De Alvalade, Lisbon, Portugal
62. 1994-07-25 : Estadio Anoeta, San Sebastian, Spain
63. 1994-07-27 : Estadio Olimpico, Barcelona, Spain
64. 1994-07-30 : Chateau De Chantilly, Chantilly, France
65. 1994-07-31 : Chateau De Chantilly, Chantilly, France
66. 1994-08-02 : Mungersdorfer Stadion, Cologne, Germany
67. 1994-08-04 : Olympiastadion, Munich, Germany
68. 1994-08-06 : Fussballstadion St. Jakob, Basel, Switzerland
69. 1994-08-07 : Fussballstadion St. Jakob, Basel, Switzerland
70. 1994-08-09 : Amphitheatre Du Chateau De Grammont, Montipellier, France
71. 1994-08-11 : Esplanade Des Quinconces, Bordeaux, France
72. 1994-08-13 : Hockenheimring,, Hockenheim, Germany
73. 1994-08-16 : Niedersachsenstadion, Hannover, Germany
74. 1994-08-17 : Niedersachsenstadion, Hannover, Germany
75. 1994-08-19 : Wiener Neustadt-Flugfeld, Vienna, Austria
76. 1994-08-21 : Maifeld Am Olympiastadion, Berlin, Germany
77. 1994-08-23 : Parkstadion, Gelsenkirchen, Germany
78. 1994-08-25 : Parken, Copenhagen, Denmark
79. 1994-08-27 : Ullevi Stadion, Gothenburg, Sweden
80. 1994-08-29 : Valle Hovin Stadion, Oslo, Norway
81. 1994-08-30 : Valle Hovin Stadion, Oslo, Norway
82. 1994-09-02 : Festivalweise, Werchter, Belgium
83. 1994-09-03 : Stadion Feyenoord, Rotterdam, Netherlands
84. 1994-09-04 : Stadion Feyenoord, Rotterdam, Netherlands
85. 1994-09-05 : Stadion Feyenoord, Rotterdam, Netherlands
86. 1994-09-07 : Strahov Stadion, Prague, Czech Republic
87. 1994-09-09 : Stade De La Meinau, Strasbourg, France
88. 1994-09-11 : Stade De Gerland, Lyon, France
89. 1994-09-13 : Stadio Delle Alpi, Torino, Italy
90. 1994-09-15 : Stadio Friuli, Udine, Italy
91. 1994-09-17 : Festa Nazionale dell'Unità, Modena, Italy
92. 1994-09-19 : Studi di Cinecittà, Rome, Italy
93. 1994-09-20 : Studi di Cinecittà, Rome, Italy
94. 1994-09-21 : Studi di Cinecittà, Rome, Italy
95. 1994-09-23 : Stade De Gerland, Lyon, France
96. 1994-09-25 : Stade De La Pontaise, Lausanne, Switzerland
97. 1994-10-13 : Earls Court Exhibition Hall, London, England
98. 1994-10-14 : Earls Court Exhibition Hall, London, England
99. 1994-10-15 : Earls Court Exhibition Hall, London, England
100. 1994-10-16 : Earls Court Exhibition Hall, London, England
101. 1994-10-17 : Earls Court Exhibition Hall, London, England
102. 1994-10-19 : Earls Court Exhibition Hall, London, England
103. 1994-10-20 : Earls Court Exhibition Hall, London, England
104. 1994-10-21 : Earls Court Exhibition Hall, London, England
105. 1994-10-22 : Earls Court Exhibition Hall, London, England
106. 1994-10-23 : Earls Court Exhibition Hall, London, England
107. 1994-10-26 : Earls Court Exhibition Hall, London, England
108. 1994-10-27 : Earls Court Exhibition Hall, London, England
109. 1994-10-28 : Earls Court Exhibition Hall, London, England
110. 1994-10-29 : Earls Court Exhibition Hall, London, England

## Scalette
Durante il tour sono state utilizzate due scalette tipiche, ciascuna interrotta da una pausa di 15-20 minuti dopo il brano One of These Days. Il primo è stato utilizzato durante tutto il tour, il secondo, durante il quale i Pink Floyd hanno eseguito per la prima volta dal 1975 l'album completo The Dark Side of the Moon, è stato suonato per la prima volta il 15 luglio 1994 a Pontiac, Michigan e da allora si è alternato per il resto del tour con la prima scaletta tipica.

### Prima versione

#### Prima parte
1. Astronomy Domine
2. Learning to Fly
3. What Do You Want from Me?
4. On the Turning Away
5. Take It Back
6. Sorrow
7. Keep Talking
8. One of These Days

#### Seconda parte
1. Shine On You Crazy Diamond (Parts 1-5 & 7)
2. Breathe
3. Time
4. High Hopes
5. The Great Gig in the Sky
6. Wish You Were Here
7. Us and Them
8. Money
9. Another Brick in the Wall (Part 2)
10. Comfortably Numb
11. Hey You
12. Run Like Hell

### Seconda versione

#### Prima parte
1. Shine On You Crazy Diamond (Parts 1-5 & 7)
2. Learning to Fly
3. High Hopes
4. Take It Back
5. Coming Back to Life
6. Sorrow
7. Keep Talking
8. Another Brick in the Wall (Part 2)
9. One of These Days

#### Seconda parte
1. Speak to Me
2. Breathe
3. On the Run
4. Time
5. The Great Gig in the Sky
6. Money
7. Us and Them
8. Any Colour You Like
9. Brain Damage
10. Eclipse
11. Wish You Were Here
12. Comfortably Numb
13. Run Like Hell